# Målilla-Gårdveda kyrka

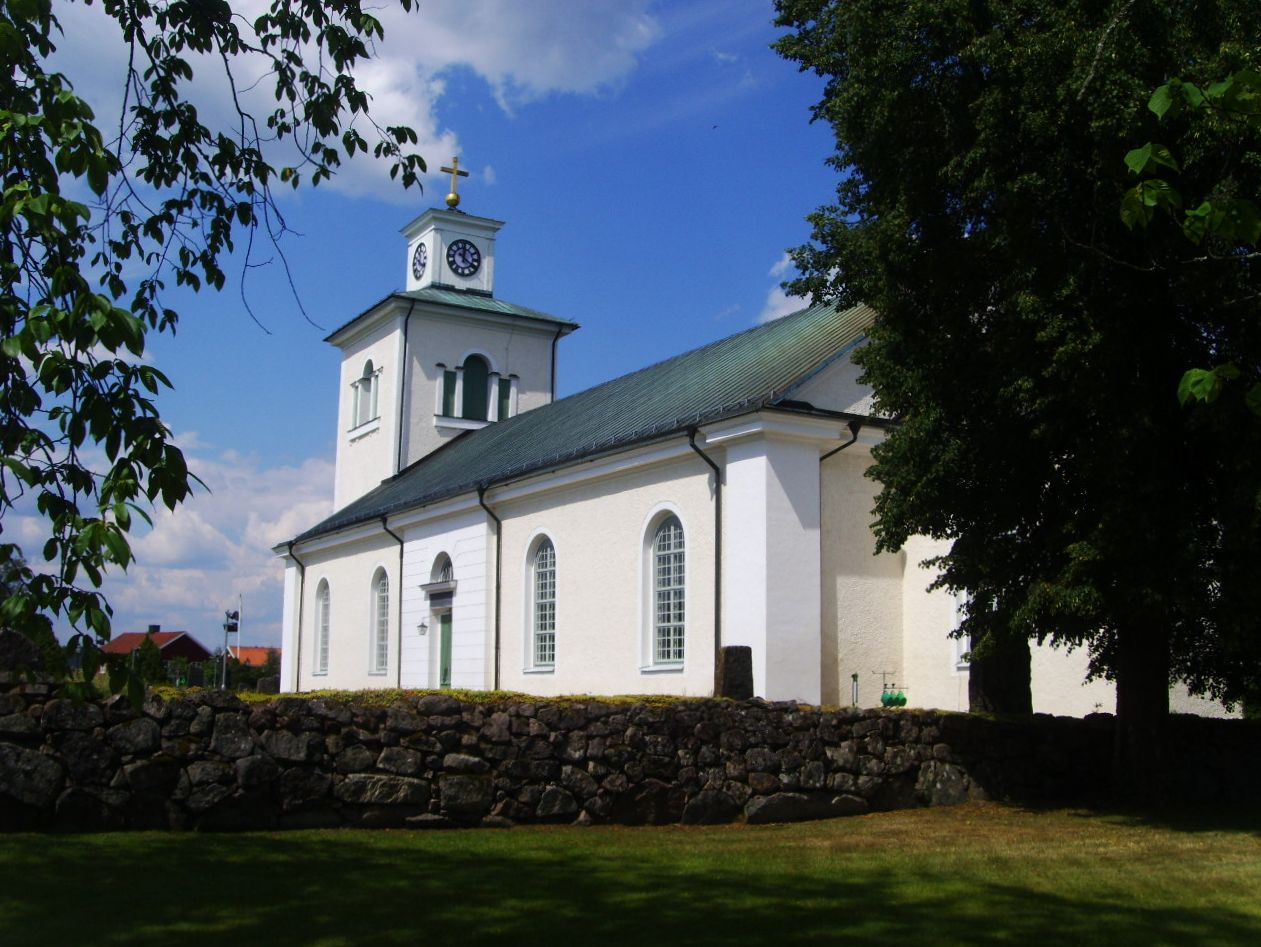
Kyrkan sedd från öster

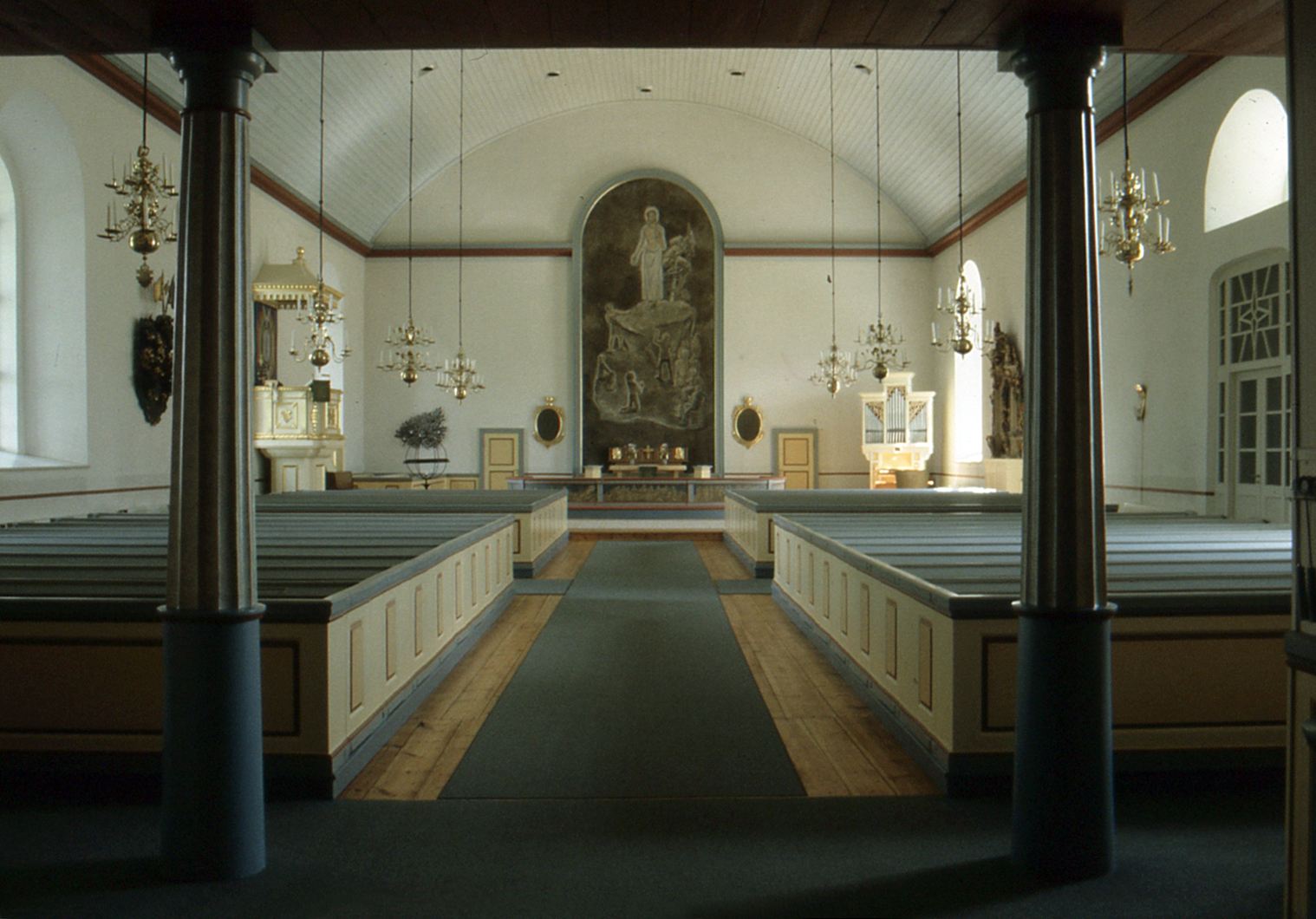
Interiör

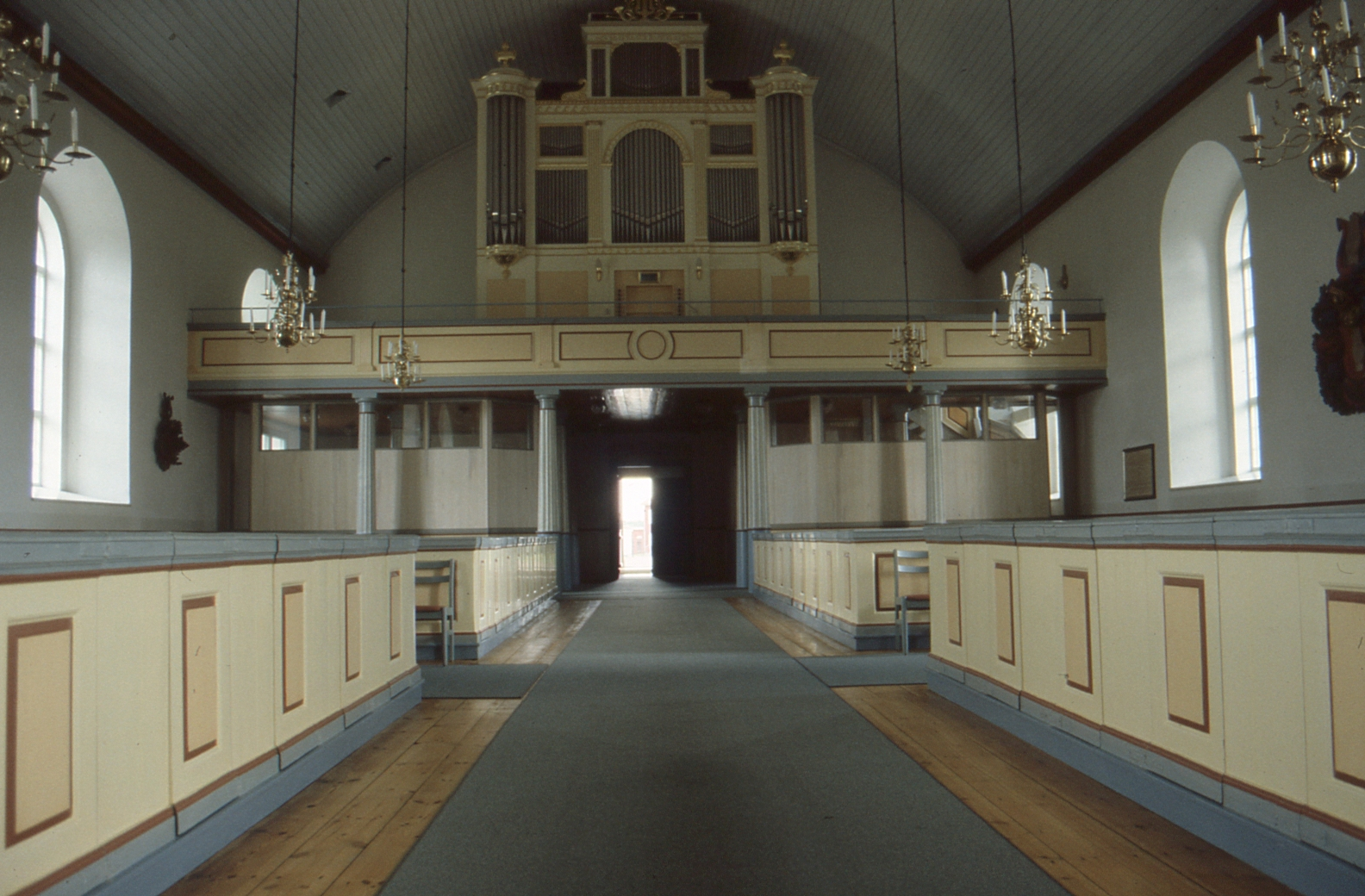
Interiör mot orgelläktaren

Målilla-Gårdveda kyrka är en kyrkobyggnad i Målilla i Småland. Den ligger 14 kilometer söder om Hultsfred och tillhör Målilla med Gårdveda församling i Linköpings stift.

## Kyrkobyggnaden
Målilla socken slogs ihop med Gårdveda socken år 1800. Detta efter en biskopsvisitation 1768 då både Målilla liksom Gårdveda träkyrkor blev utdömda på grund av sitt "bofälliga stånd". Då dessa båda kyrkor bara låg 1/4 mil från varandra bestämde man inom församlingarna att bygga en gemensam kyrka i Målilla.
Gårdvedaborna ångrade sig dock och underlät sig att bidra med byggsten. Efter åtskilliga sockenstämmor så dröjde det till 28 oktober 1800 innan kungen beviljade den begärda sammanslagningen. Först ville man att den nya gemensamma kyrkan skulle rymma åtminstone 2000 personer, men måtten blev så ansenliga att man befarade att den lösa jordmånen inte skulle bära dess tyngd. Flera olika förslag togs fram bl.a. en rundkyrka och en åttakantig innan man kom fram till den kyrkan som finns idag. Då skulle den rymma 1752 personer.
På grund av de knappa ekonomiska tillgångarna måste man skjuta på bygget och ändra ritningarna. I det sista förslag som kom fram skulle 808 personer rymmas i kyrkan. Första grundstenen lades 20 juni 1820 och två år senare var kyrkan klar och den första predikan hölls Allhelgonadagen 3 november 1822.
Byggmästare hade Johan Holmberg från Linköping varit och kyrkans uppförade hade kostat 10 667 riksdaler banko. Ett visst bidrag hade man fått genom rikskollekt, men allt material av trä och gråsten hade levererats in natura och sockenborna hade utfört 16 400 dagsverken.
Då någon orgel ännu inte fanns ledde en avdelning av Kalmar Regementes Musikkår psalmsången vid den första gudstjänsten. Invigningen av kyrkan skedde först den 16 maj 1824 och förrättades av biskop Marcus Wallenberg.
Kyrkan är byggd i nyklassicistisk stil som salskyrka med brädtunnvalv och stora rundbågiga fönster, i väster försedd med torn och i öster med en vidbyggd sakristia.

## Inventarier
- Altartavla, en oljemålning från 1953 av Einar Forseth. Motivet anspelar dels på Bergspredikan, dels på orden Se Guds Lamm i början av Johannesevangeliet.
- Dopfunt ritad av Evert Milles, med motiv Jesus välsignar barnen, modellerad av Axel Wallenberg och huggen i ljusgrå västkustgranit av Folke Samuelsson, Västervik.
- Storklockan, ursprungligen från 1601, omgjuten 1930 hos M & O Ohlsson, Ystad.
- Lillklockan från 1665 ersattes 1977 av en ny inköpt hos Ohlssons klockgjuteri i Ystad. Den gamla klockan är numera placerad i vapenhuset.
- Gårdveda kyrkas storklocka, omgjuten 1839 av J. G. Liljedahl, Stockholm.

## Orglar

### Läktarorgel
Kronologi:
- 1714: Orgelbyggare Johan Åhrman, († efter 1714), bygger ett orgelverk. Den hade 7 stämmor.
- 1757: Ombyggnad av Lars Wistrand, Södra Vi.
- 1849-1850: Orgelbyggare Sven Nordström, Norra Solberga, bygger ett mekaniskt positiv. Enligt en annan uppgift var orgelverket färdigt redan den 1 oktober 1848. Fasaden ritades 1847 av konduktören vid Överintendentsämbetet, arkitekt Carl-Gustaf Blom-Carlsson. Alla fasadpipor är blinda.
- 1962:  Renovering av orgelreparatör Bernhard Svensson, Oskarshamn, som flyttar upp de öppna metallpiporna ett halvt tonsteg och förser de större med stämslits.
- 1986-1987:  Restaurering av firma A. Magnussons orgelbyggeri, Mölnlycke, varvid de uppflyttade piporna återställs, stämslitsarna löddes igen och kapade pipor skarvades till ursprunglig längd. Dessutom tätades slejferna.

Ursprunglig & nuvarande disposition:
| Manual C-f³                          | Pedal C-h° |
| Borduna 16', B/D                     | bihängd    |
| Principal 8'                         |            |
| Dubbelflöjt 8’                       |            |
| Fleut d’Amour 8'                     |            |
| Fugara 8',                           |            |
| Octava 4'                            |            |
| Flöjt 4'                             |            |
| Octava 2'                            |            |
| Scharf III (eg. II-III), 2 2/3’ + 2’ |            |
| Basun 16', B                         |            |
| Trumpet 16', D                       |            |
| Trumpet 8', B/D                      |            |

### Kororgel
- 1982: Invigning av en mekanisk sexstämmig kororgel byggd av Robert Gustavssons orgelbyggeri, Härnösand (länk).

Disposition:
| Manual             | Pedal        |
| Trägedackt 8', B/D | Subbas 16'   |
| Principal 4', B/D  |              |
| Nachthorn 4’, B/D  |              |
| Octava 2', B/D     | Koppel       |
| Scharf II, B/D     | Manual/pedal |

### Diskografi
- Gamla svenska orglar / Linder, Alf, orgel. EP. SR Records RAEPO 1043. Utan årtal. - Även utgivet på LP nedan:
  - Fyra svenska orglar / Linder, Alf, orgel. LP. SR Records RELP 1023. Utan årtal.